# Banouta
Banouta – gaun wikas samiti w środkowej części Nepalu w strefie Dźanakpur w dystrykcie Mahottari. Według nepalskiego spisu powszechnego z 2001 liczył on 1029 gospodarstw domowych i 6013 mieszkańców (2853 kobiet i 3160 mężczyzn).